# 19614 Montelongo
19614 Montelongo este un asteroid din centura principală de asteroizi.

## Descriere
19614 Montelongo este un asteroid din centura principală de asteroizi. A fost descoperit pe 16 iulie 1999 la Socorro, New Mexico, în cadrul proiectului LINEAR. Asteroidul prezintă o orbită caracterizată de o semiaxă mare de 2,31 ua, o excentricitate de 0,15 și o înclinație de 5,6° în raport cu ecliptica.